# Nurettin Sönmez
Nurettin Sönmez (* 23. November 1978 in Istanbul) ist ein türkischer Schauspieler.

## Leben und Karriere
Sönmez wurde am 23. November 1978 in Istanbul geboren. Er ist Sohn einer albanischen Mutter und  eines türkischen Zahnarztes. Er studierte an der Universität Istanbul. Danach setzte er sein Studium an der Yeditepe Üniversitesi fort. Sein Debüt gab er 1999 in dem Film  Akşam Güneşi. Außerdem war er 2013 in der Serie Osmanlı'da Derin Devlet zu sehen. Zwischen 2014 und 2019 bekam er in Diriliş Ertuğrul die Hauptrolle. 2019 spielte er in Kuruluş Osman die Hauptrolle. Unter anderem wurde Sönmez 2022 für den Film Çakallarla Dans 6 gecastet.

## Filmografie
Filme
- 1999: Akşam Güneşi
- 2022: Çakallarla Dans 6

Serien
- 2011: Mavi Kelebekler
- 2012: Bir Zamanlar Osmanlı
- 2013: Tatar Ramazan
- 2014: Kaçak
- 2014–2019: Diriliş Ertuğrul
- 2019–2021: Kuruluş Osman
- 2016: Tatlı İntikam
- 2017: Meryem
- 2019: Kardeş Çocukları
- 2020: Çatı Katı Aşk
- 2022: Kara Tahta